# Gary Wilson
Gary Wilson (Wallsend, Engeland, 11 augustus 1985) (bijnaam The Tyneside Terror) is een Engels professioneel snookerspeler. Hij kwam tot de halvefinale van het Wereldkampioenschap 2019, waarin hij met 17-11 verloor van Judd Trump, nadat hij bij de laatste 16 Mark Selby had uitgeschakeld. In 2022 won Wilson zijn eerste ranking toernooi, het Scottish Open. Het jaar daarop herhaalde hij dat kunstje. Zijn derde rankingtitel behaalde Wilson op het Welsh Open, ook in het seizoen 2023/2024.

## Belangrijkste resultaten

### Rankingtitels
| #  | Seizoen   | Toernooi      | Verliezend finalist | Verliezend finalist | Score |
| -- | --------- | ------------- | ------------------- | ------------------- | ----- |
| 1. | 2022/2023 | Scottish Open | Joe O'Connor        | ENG                 | 9-2   |
| 2. | 2023/2024 | Scottish Open | Noppon Saengkham    | THA                 | 9-5   |
| 3. | 2023/2024 | Welsh Open    | Martin O'Donnell    | ENG                 | 9-4   |

### Wereldkampioenschap
Hoofdtoernooi (laatste 32 of beter):
| #  | Seizoen   | Editie  | Prestatie   | Extra                                  |
| -- | --------- | ------- | ----------- | -------------------------------------- |
| 1. | 2016/2017 | WK 2017 | Laatste 32  | Verloor met 10-7 van Ronnie O'Sullivan |
| 2. | 2018/2019 | WK 2019 | Halvefinale | Verloor met 17-11 van Judd Trump       |
| 3. | 2020/2021 | WK 2021 | Laatste 32  | Verloor met 10-8 van Kyren Wilson      |
| 4. | 2022/2023 | WK 2023 | Laatste 16  | Verloor met 13-7 van Mark Selby        |
| 5. | 2023/2024 | WK 2024 | Laatste 32  | Verloor met 10-5 van Stuart Bingham    |